# ミナミコウライウグイス
ミナミコウライウグイス（学名：Oriolus tenuirostris）は、スズメ目コウライウグイス科に分類される鳥類の一種。

## 分布
ブータン、中国、インド、ラオス、ミャンマー、ネパール、タイ、ベトナム